# آندره ترولسن
آندره ترولسن (انگلیسی: André Trulsen؛ زادهٔ ۲۸ مهٔ ۱۹۶۵) بازیکن فوتبال اهل آلمان است.
از باشگاه‌هایی که در آن بازی کرده‌است می‌توان به باشگاه فوتبال سن پائولی، باشگاه فوتبال کلن، و باشگاه فوتبال هولشتاین کیل اشاره کرد.